# Moses Margolies
Moses Margolies, anche Moshe ben Shimon Margalit, in ebraico משה מרגלית‎? (Kėdainiai, 1710 – Brody (Ucraina), 1780), rabbino ebreo talmudista, commentatore del Talmud di Gerusalemme (Yerushalmi).

## Opere
Noto specialmente come autore del duplice commentario del Yerushalmi, stampato nelle edizioni testuali standard di Vilna e Szatmár. Chiamava le sue glosse generali col titolo Pnei Moshe ("Il Volto di Mosè") e lo scopo era di rendere più facile la lettura di un testo spesso discontinuo, come era infatti il Talmud di Gerusalemme. Il suo secondo commentario, che chiamava Mareh Panim ("Mostrando il Volto"), è inteso come aiuto per interpretare questioni giuridiche complesse e spesso esamina il Talmud babilonese come anche il corpo di leggi e commentari post-talmudici. Tale duplice formato dei suoi commentari, semplice e complesso, intendeva imitare i commentari di Rashi e Tosafot del Bavli. Questo stile divenne popolare tra i commentatori del Talmud gerosolimitano e fu seguito, tra gli altri, dai rabbini David ben Naphtali Fränkel e Jacob David Wilovsky.